# Frida Corona
Frida María Corona Rodríguez (* 1995) ist eine mexikanische Leichtathletin, die sich auf den Sprint spezialisiert hat.

## Sportliche Laufbahn
Erste internationale Erfahrungen sammelte Frida Corona bei der Sommer-Universiade 2019 in Neapel, bei der sie mit der mexikanischen 4-mal-400-Meter-Staffel in 3:32,63 min die Silbermedaille hinter der Ukraine gewann.
2019 wurde Corona mexikanische Meisterin in der 4-mal-100-Meter-Staffel.

## Persönliche Bestleistungen
- 200 Meter: 25,62 s (−0,2 m/s), 12. April 2014 in El Paso
- 400 Meter: 55,73 s, 24. April 2018 in Toluca de Lerdo